# Kaghtsrashen
Kaghtsrashen (en armenio: Քաղցրաշեն) es una comunidad rural de Armenia ubicada en la provincia de Ararat.
En 2008 tenía 3088 habitantes.
La economía de la localidad se basa en la agricultura, con una extensión agrícola total de unas 697 hectáreas. Destacan en la agricultura local los frutales y los viñedos. Los paisajes naturales son semidesérticos, pero la irrigación ha permitido el desarrollo agrícola.
Se ubica unos 5 km al noreste de la capital provincial Artashat.